# Legione "Fiumana"
La Legione "Fiumana" era un'unità delle Forze Armate Fiumane. Era stata costituita a Fiume, nell'aprile 1919, dal capitano Giovanni Host-Venturi con un nucleo di volontari per difendere la città dal contingente francese di stanza nella città, ritenuto filo-iugoslavo, e invocando l'intervento di D'Annunzio. Dopo l'arrivo di D'Annunzio il 12 settembre 1919 fu inglobata nelle forze armate fiumane.

## Organizzazione
Era così costituita:
| Unità             | Reparti Dipendenti | Sede | Città | Ufficiali | Note |
| ----------------- | ------------------ | ---- | ----- | --- | ---- |
| Legione "Fiumana" |                    |      | Fiume | Cap. Nino Host-Venturi (Comandante) Cap. Giorgio Conighi Cap. Umberto Gaglione Cap. Guido Krall Cap. Giovanni Mrack-Schiavon Cap. Filippo Salvi Ten. Gaspare Bonomo Ten. Giovanni Caddeo Ten. Cesare Conighi Ten. Luigi Laicini Ten. Giovanni Minicucci Ten. Carlo Moroni-Descovich Ten. Rodolfo Negrelli-Fabiani Ten. Mario Pratola Ten. Giovanni Ricotti Ten. Pietro Veniea Ten. Goffredo Verzenassi Ten. Alfredo Zallocco S.Ten. Mario Host-Crespi S.Ten. Mario Moresco S.Ten. Ugo Navarro S.Ten. Giovanni Serdoz S.Ten. Vittorio Suster S.Ten. Vittore Veloni S.Ten. Giovanni Zollia |      |

Nella Milizia Legionaria Fiumana prese parte anche il Maggiore Vincenzo Lombard dal 12 ottobre 1919 fino al 1º febbraio 1921.